# Riemenmaß
Das mit dem Sammelbegriff Riemenmaß bezeichnete alte Flächenmaß hatte verschiedene Größen, abhängig von der konkreten Bezeichnung, wie Riemenrute, Riemenzoll und Riemenschuh. Es war eine Fläche mit der Länge der benannten Einheit und einer Breite des nächstkleineren Maßes.
Dies war meist zehnte oder zwölfte, in manchen Gegenden auch der sechzehnte Teil des Kreuz- oder  Quadratmaßes. Die Bezeichnung leitet sich vom Riemen ab, der bekanntlich eine große Länge hat, aber schmal ist.
Die Riemenrute hatte eine Fläche von
- 1 Rute Länge und 1 Fuß Breite

Der Riemenfuß oder Riemenschuh hatte eine Fläche von
- 1 Fuß Länge und 1 Zoll Breite

Der Riemenzoll hatte ein Rechteck in den Abmessungen von
- 1 Zoll Länge und 1 Linie Breite

Sinngemäß galt es auch für Riemenlinien, von denen 10 bzw. 12 Einheiten 1 Riemenzoll ergaben. Der Riemenzoll teilt sich beispielsweise wieder in 10 Quadrat-Gran. 1 Quadratgran = 10 Riemengran. Wurde das Riemenmaß vom Quadratklafter abgeleitet, sprach man von „geklafterten“ Riemenmaßen.
Im Schweizer Kanton Neuchâtel wurde der Juchart durch eine 16er-Teilung in die entsprechenden Riemenmaße gegliedert.